# Троицкий собор (Кяхта)
 Тро́ицкий собор — православный храм, один из памятников русской архитектуры начала XIX века в Забайкалье. Собор был возведён в 1812—1817 годы на границе с Монголией в городе Кяхта (до 1934 года — Троицкосавск).

## История
В 1736 году Савва Лукич Владиславич-Рагузинский закладывая в пустынном необжитом краю Троицкую крепость и в ней Троицкую церковь, поручил её содержание попечительству Посольского монастыря.

«и оные церковные требы и харчи доставляемы были в Кяхту монастырем до 1736 г.»— из поручения графа Владиславич-Рагузинского С. Л. к Посольскому монастырю.
Через столетие было решено заменить деревянное строение каменным.
Возможность возведения каменного собора возникла после переселения к крепости согласно указу 1809 г. всех жителей торговой слободы, за исключением богатых купцов и комиссионеров.
В 1812 году состоялась закладка собора во имя Святой Живоначальной Троицы.
Освящён новый собор в 1817 году.
По северной стороне располагался придел апостолов Петра и Павла, по южной — Рождества Богородицы.
Архитектура Троицкого собора выдержана в формах русского классицизма. Габариты здания: 27,80 X 54,00 м, общая высота храма (до верхушки креста) составляла 30 м, высота колокольни 37,70 м.
С 1854 года старостой собора был кятхинский купец Коммерции Советник Я. А. Немчинова. На средства Я. А. Немчинова в 1857 году был отлит колокол весом 370 пудов, в 1859 году приобретён бронзовый позолоченный кивот для иконы «Споручница грешных» за 4032 рубля, в 1862 году построена ограда Екатеринбургской работы стоимостью 6694 рублей, в 1867 году приобретены башенные часы на колокольню. Ограда состояла из каменных столбов на цоколе и металлических решёток.
На колокольне были установлены башенные часы с циферблатами «на две стороны, на восток и запад с боем в 45 пудов колокол».
В феврале 1854 года московским отставным подполковником Дмитрием Николаевичем Бонческулом была прислана в дар копия чудотворной иконы Божией Матери «Споручница грешных».
В 1934 году в здании был установлен маятник Фуко, размещены экспозиции музея.
Пожар 1963 г. уничтожил деревянные купол, хоры и пол храма, крышу и частично деревянные сводчатые конструкции перекрытия над вторым этажом.
Троицкий собор является своеобразным по характеру памятником архитектуры русского классицизма, возведённым на дальней сибирской окраине.

## Галерея

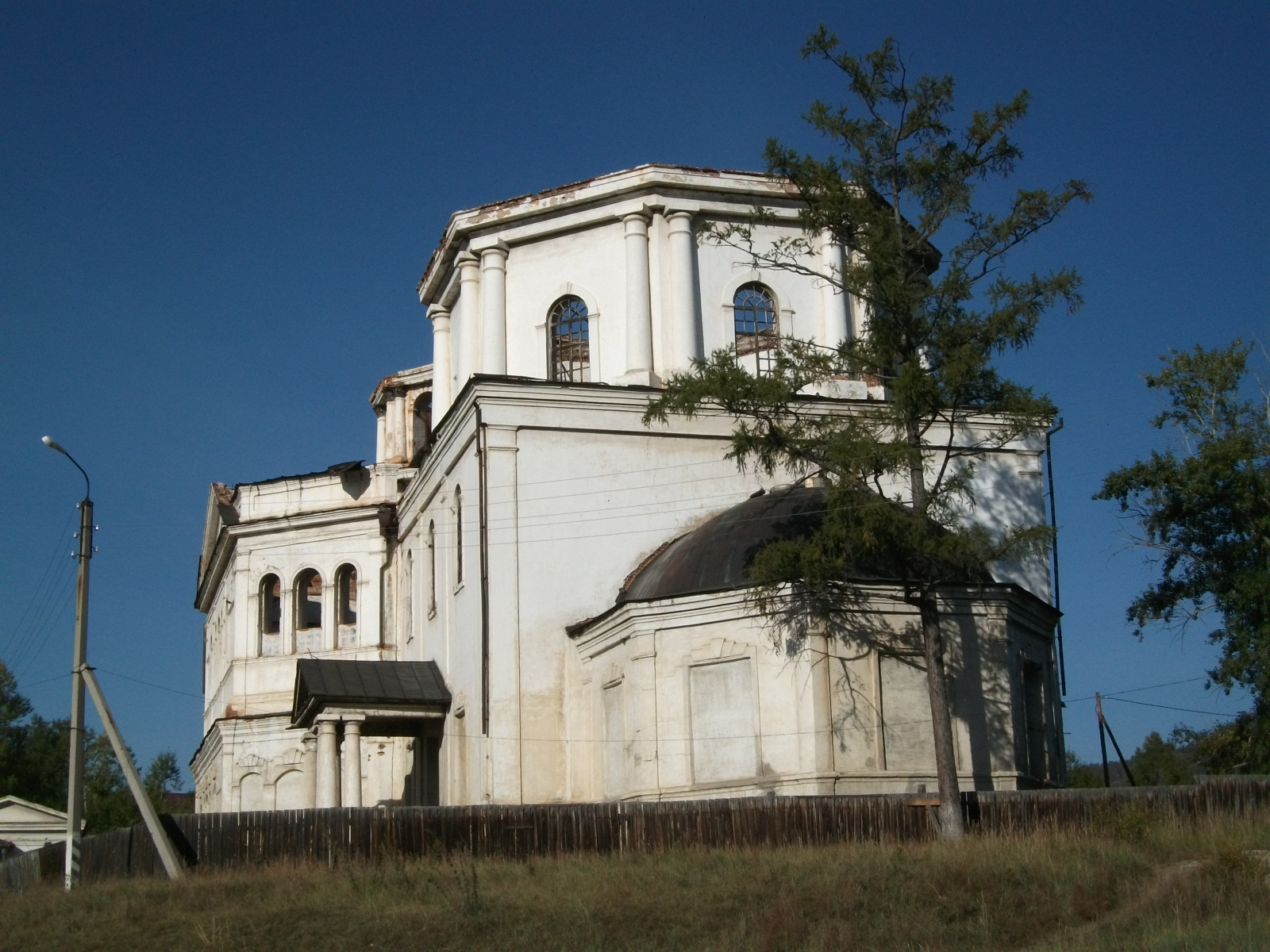
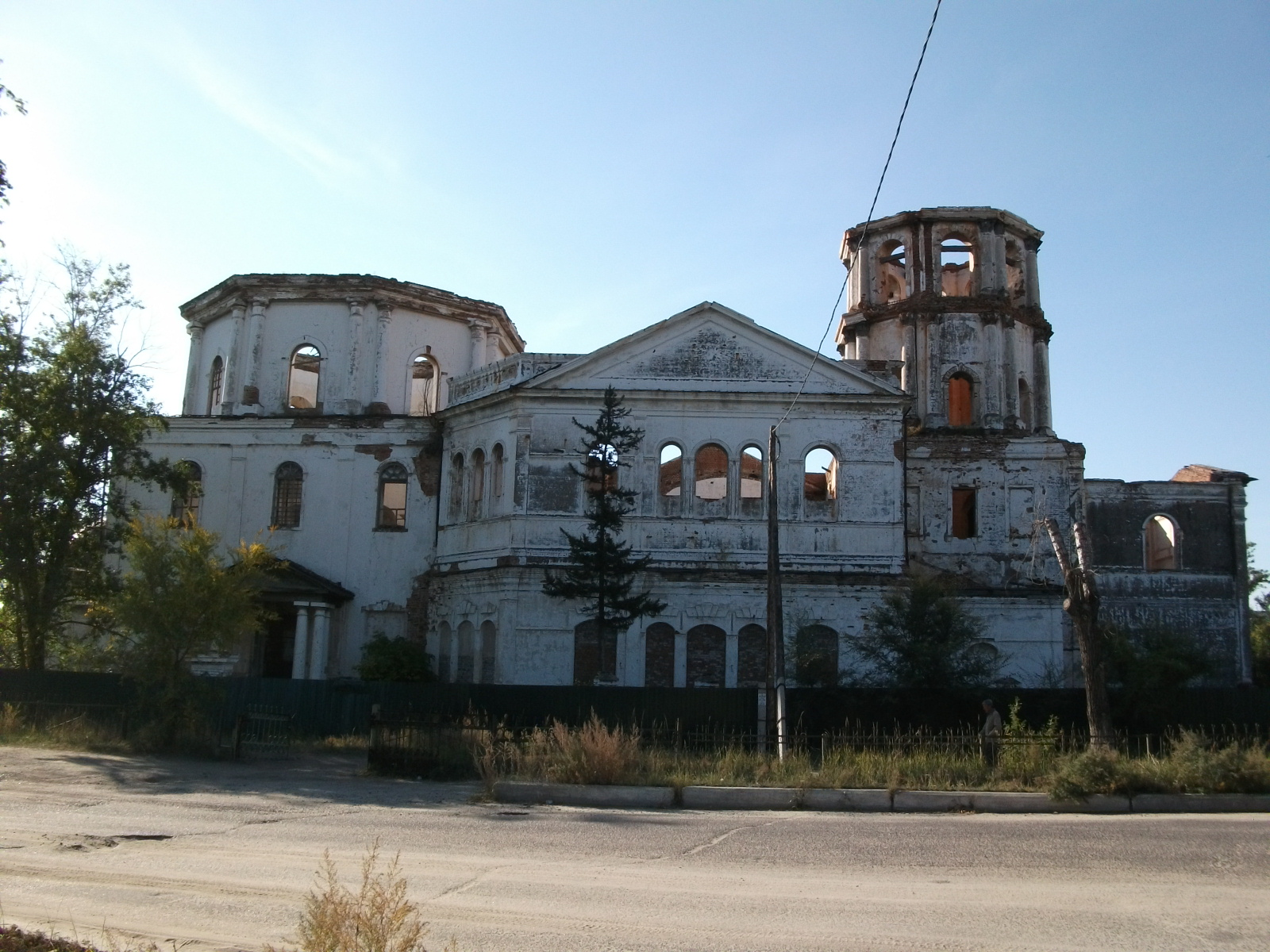
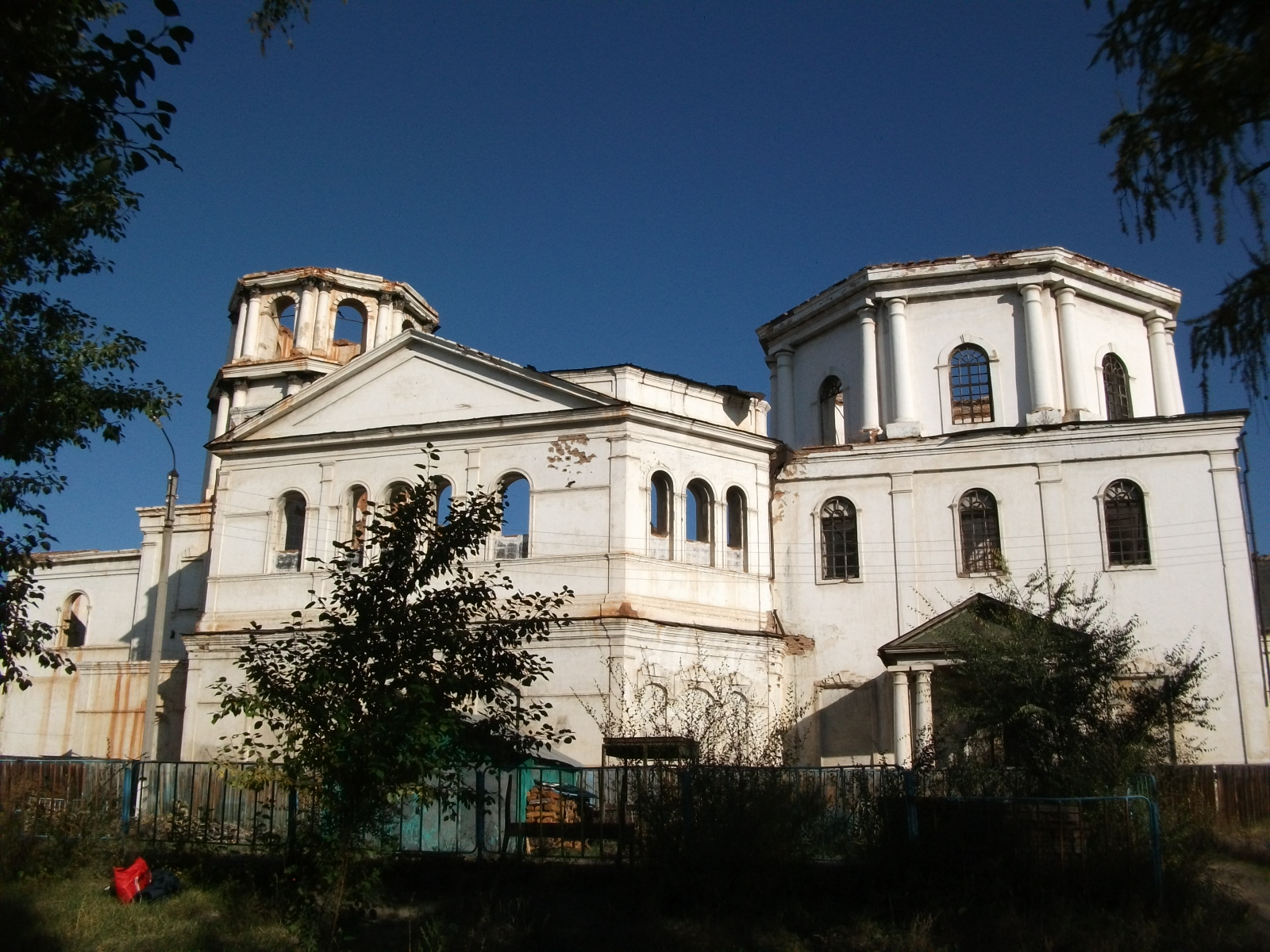